# آرتور ملو
آرتور هنریکه راموس د اولیویرا ملو (پرتغالی: Arthur Henrique Ramos de Oliveira Melo؛ زادهٔ ۱۲ اوت ۱۹۹۶) بازیکن فوتبال اهل برزیل است که به صورت قرضی برای باشگاه فیورنتینا بازی می‌کند.

## دوران باشگاهی

### گرمیو
آرتور ملو در سال ۲۰۱۰ زمانی که تنها ۱۶ سال سن داشت از باشگاه گویاس جدا و به باشگاه گرمیو رفت. در سال ۲۰۱۵ پس از درخشش در مسابقات «کوپا سائوپائولو د فوتبال جونیور» در تیم گرمیو به یک چهره محبوب تبدیل شد. او در تیم گرمیو با سرمربیگری فیلیپه اسکولاری توانست توانایی‌های خود را نشان دهد.

### بارسلونا
بارسلونا در ۱۱ مارس ۲۰۱۸ پس از مذاکراتی توانست با گرمیو بر سر آرتور ملو توافق کند. سرانجام آرتور با یک قرارداد شش ساله راهی نیوکمپ شد و در ۹ ژوئیه ۲۰۱۸ رسماً به عنوان بازیکن بارسلونا اعلام شد.

### یوونتوس
در پایان فصل ۲۰۱۹–۲۰۲۰ آرتور ملو با قراردادی به ارزش ۷۲ میلیون یورو به یوونتوس پیوست.

### لیورپول
در تاریخ ۲ سپتامبر ۲۰۲۲ این بازیکن با قراردادی قرضی به لیورپول پیوست.

## تیم ملی
آرتور ملو قبل از ورود به ترکیب تیم ملی بزرگسالان در تیم‌های ملی جوانان و نوجوانان برزیل بازی کرده‌است.

## سبک بازی
آرتور ملو یک هافبک است که پاس‌ها، سانترها و حتی شوت‌های او از دقت بالای برخوردار هستند چون مهارت و هوش بالایی در پاسکاری دارد.